# Colla Zio
I Colla Zio sono un gruppo musicale italiano formatosi nel 2019 a Milano per iniziativa di Tommaso Bernasconi, Andrea Malatesta, Andrea Arminio, Francesco Lamperti e Tommaso Manzoni.

## Storia

### 2019-2021: Gli inizi eZafferano
Il progetto musicale nasce a Milano, più precisamente nella zona di Piazza Leonardo da Vinci. Dopo aver esordito in alcuni festival della città hanno pubblicato i loro primi singoli tra cui Bibite, Americana, Fuori il petto e Straintra.
Nel 2021 ottengono un contratto discografico con la Woodworm, con cui hanno pubblicato il loro EP di esordio Zafferano, da cui viene estratto il singolo Gremolada. Nell'estate dello stesso anno si sono esibiti al Mi Manchi, festival sostitutivo del MI AMI Festival.

### 2022-presente: Inediti, il Festival di Sanremo eRockabilly Carter
Nell'aprile 2022 è uscito il singolo Chiara, in collaborazione con il gruppo musicale brasiliano Selton. Nell'estate del 2022 il gruppo si è esibito come gruppo d'apertura per concerti di vari artisti tra cui Blanco, Dutch Nazari e gli Psicologi e, contemporaneamente, continuano a esibirsi nei principali festival musicali italiani come il Goa-Boa di Genova e il Mengo Music Fest di Arezzo.
Nel settembre 2022 hanno partecipato al concorso canoro Area Sanremo aggiudicandosi uno dei quattro posti disponibili per la finale di Sanremo Giovani 2022, festival musicale che ha selezionato sei artisti emergenti per il 73º Festival di Sanremo. Il gruppo è riuscito a qualificarsi tra i primi sei con il brano Asfalto, che ha permesso loro di prendere parte al festival con il brano Non mi va.
Al festival si classificano al 20º posto e si aggiudicano il Premio "Enzo Jannacci" NuovoIMAIE alla migliore interpretazione.
Il 17 febbraio 2023 è stato pubblicato il loro primo album Rockabilly Carter, seguito dal Rockabilly Carter Tour - quattro club, venti date estive e la chiusura dell'anno con la data del Fabrique, a Milano, per in concomitanza con l'uscita del loro secondo EP Amici come prima.

## Formazione
- Tommaso "Berna" Bernasconi – voce
- Andrea "Mala" Malatesta – voce
- Francesco "Lampo" Lamperti – voce, basso
- Andrea "Armo" Arminio – voce, chitarra
- Tommaso "Petta" Manzoni – voce, tastiere, sintetizzatore

## Discografia

### Album in studio
- 2023 – Rockabilly Carter

### EP
- 2021 – Zafferano
- 2023 – Amici come prima

### Singoli
- 2019 – Bibite
- 2019 – Americana
- 2019 – Fuori il petto
- 2019 – Straintra
- 2021 – Gremolada
- 2021 – Solo la notte
- 2022 – Ci rimango male quando sei puntuale
- 2022 – Chiara (feat. Selton)
- 2022 – Tanto piove
- 2022 – Asfalto
- 2023 – Non mi va
- 2023 – In fondo al blu

## Tournée
- 2023 – Rockabilly Carter Tour

## Riconoscimenti
- Festival di Sanremo
  - 2023 – Premio Enzo Jannacci NuovoIMAIE alla migliore interpretazione per Non mi va[14]